# 朝鮮語のキリル文字表記法
朝鮮語のキリル文字表記法（ちょうせんごのキリルもじひょうきほう）では、キリル文字による朝鮮語の表記法を解説する。

## 表記法の種類

### ロシアにおける表記法
ロシアでは、旧ソ連時代の1950年代半ばにホロドヴィッチ（Холодович, Александр Алексеевич）が考案した朝鮮語のキリル文字転写法（Холодович, 1954参照）に、コンツェーヴィッチ（ロシア語: Концевич, Лев Рафаилович）が改変を加えて現在に至っている。
ホロドヴィッチ式は朝鮮語の個々の音素に対して1つ1つキリル文字を割り当てており、より正確な転写が可能である反面、「ɔ」のように一般のキリル文字で使用しない文字も用いているため実用的ではない。（2009年8月現在、Unicodeにはキリル文字としてのそれは存在しない。本項ではラテン文字であるU+0254で代用している。）それに対して、コンツェーヴィッチ式は現代ロシア語で用いるキリル文字だけで転写を行なっているので実用的であるが、朝鮮語の相異なる音素に対して同一のキリル文字を割り当てる（例えば朝鮮語の母音/ㅓ/, /ㅗ/に対してともに「о」を当てるなど）ため、朝鮮語を正確に復原できない場合もある。

### 朝鮮民主主義人民共和国における表記法
朝鮮民主主義人民共和国（以下「北朝鮮」）では、1955年に作成された「外国字母による朝鮮語表記法（외국 자모에 의한 조선어 표기법）」の第2章において、キリル文字による朝鮮語の表記法が記されている。ただし、北朝鮮においてその後、キリル文字による朝鮮語の表記法がどのような変遷をたどったのか明確でない。
1955年のキリル文字による朝鮮語の表記法は、「一般用」の表記法と「科学用」の表記法を区分している。前者は「日常の言語行為における朝鮮語の表記」に用いるものとし、新聞などの人名・地名表記に主に用いられた。後者は「朝鮮語に関する科学的表記」に用いるものとし、言語学の学術論文などでの転写に用いられた。

## 表記法の一覧
以下にホロドヴィッチ式（表中では「ホ式」）、コンツェーヴィッチ式（表中では「コ式」）および北朝鮮1955年式（表中では「北朝鮮式」）の表記法を掲げる。ホロドヴィッチ式についてはコンツェーヴィッチ式の注において解説する。

### 母音

#### 単母音
| 朝鮮語 | ホ式 | コ式 | 北朝鮮式 | 北朝鮮式 |
| 朝鮮語 | ホ式 | コ式 | 一般用   | 科学用   |
| ------ | ---- | ---- | -------- | -------- |
| ㅏ     | а    | а    | а        | а        |
| ㅓ     | ɔ    | о    | е        | ŏ        |
| ㅗ     | о    | о    | о        | о        |
| ㅜ     | у    | у    | у        | у        |
| ㅡ     | ы    | ы    | ы        | ы        |
| ㅣ     | и    | и    | и        | и        |
| ㅐ     | э    | э    | ай       | ай       |
| ㅔ     | е    | е    | э        | э        |

1. ↑  学術用に「ŏ」が用いられる。

#### 半母音/j/＋単母音
| 朝鮮語 | ホ式 | コ式 | 北朝鮮式 | 北朝鮮式 |
| 朝鮮語 | ホ式 | コ式 | 一般用   | 科学用   |
| ------ | ---- | ---- | -------- | -------- |
| ㅑ     | я    | я    | я        | я        |
| ㅕ     | йɔ   | ё    | ё        | йŏ       |
| ㅛ     | ё    | ё    | ё        | ё        |
| ㅠ     | ю    | ю    | ю        | ю        |
| ㅒ     | йэ   | йя   | яй       | яй       |
| ㅖ     | йе   | йе   | е        | е        |

1. ↑  学術用に「йŏ」が用いられる。

#### その他
| 朝鮮語 | ホ式 | コ式 | 北朝鮮式 | 北朝鮮式 |
| 朝鮮語 | ホ式 | コ式 | 一般用   | 科学用   |
| ------ | ---- | ---- | -------- | -------- |
| ㅘ     | ва   | ва   | ва       | ва       |
| ㅝ     | вɔ   | во   | во       | вŏ       |
| ㅟ     | ви   | ви   | уй       | уй       |
| ㅙ     | вэ   | вэ   | вай      | вай      |
| ㅞ     | ве   | ве   | вэ       | вэ       |
| ㅚ     | ве   | ве   | ой       | ой       |
| ㅢ     | ый   | ый   | ы        | ый       |

### 子音

#### 平音
平音が語中の有声音間にあって有声音化する場合には、平音をキリル文字の有声音字で転写し、有声音化しない場合には無声音字で転写する。（下表において、/ の右が有声音字、左が無声音字）。
| 朝鮮語 | ホ式 | コ式 | 北朝鮮式 | 北朝鮮式 |
| 朝鮮語 | ホ式 | コ式 | 一般用   | 科学用   |
| ------ | ---- | ---- | -------- | -------- |
| ㅂ     | п/б  | п/б  | п/б      | п/б      |
| ㄷ     | т/д  | т/д  | т/д      | т/д      |
| ㅈ     | ч/чж | ч/дж | ч/з      | ч/з      |
| ㅅ     | с    | с    | с        | с        |
| ㄱ     | к/г  | к/г  | к/г      | к/г      |

なお、終声音 /ㅂ, ㄷ, ㄱ/ はいずれの表記法でも無声音字「п, т, к」で表す。

#### 激音
| 朝鮮語 | ホ式 | コ式 | 北朝鮮式 | 北朝鮮式 |
| 朝鮮語 | ホ式 | コ式 | 一般用   | 科学用   |
| ------ | ---- | ---- | -------- | -------- |
| ㅍ     | пх   | пх   | пх       | пх       |
| ㅌ     | тх   | тх   | тх       | тх       |
| ㅊ     | чх   | чх   | чх       | чх       |
| ㅋ     | кх   | кх   | кх       | кх       |
| ㅎ     | х    | х    | х        | х        |

#### 濃音
| 朝鮮語 | ホ式 | コ式 | 北朝鮮式 | 北朝鮮式 |
| 朝鮮語 | ホ式 | コ式 | 一般用   | 科学用   |
| ------ | ---- | ---- | -------- | -------- |
| ㅃ     | пп   | пп   | пп       | пп       |
| ㄸ     | тт   | тт   | тт       | тт       |
| ㅉ     | чч   | чч   | чч       | чч       |
| ㅆ     | сс   | сс   | сс       | сс       |
| ㄲ     | кк   | кк   | кк       | кк       |

ただし、いずれの表記法においても、語中の平音が終声 /ㅂ/, /ㄷ/, /ㄱ/ の後ろで自動的に濃音化した場合には、「п, т, ч, с, к」とつづる。

#### 鼻音・流音
| 朝鮮語 | ホ式 | コ式 | 北朝鮮式 | 北朝鮮式 |
| 朝鮮語 | ホ式 | コ式 | 一般用   | 科学用   |
| ------ | ---- | ---- | -------- | -------- |
| ㅁ     | м    | м    | м        | м        |
| ㄴ     | н    | н    | н        | н        |
| ㅇ     | нъ   | н/нъ | н/нь     | нъ       |
| ㄹ     | р/л  | р/ль | р        | ль       |

いずれの表記法においても、鼻音化・流音化・/ㄴ/挿入などの音韻変化は、だいたいにおいて変化した音を表記に反映させる。
1. ↑  母音字「я, ё, е, ю, и」の前では「нъ」。
2. ↑  母音の前では「нь」。
3. ↑  「р」は初声、「л」は終声に用いる。
4. ↑  「р」は初声、「ль」は終声に用いる。また、「ㄹㄹ」は「лл」、「ㄹㅎ」は「рх」とする。
5. 1 2  「ㄹㄹ」は「л」とする。

## 表記の実例
以下に若干の表記例を挙げる。
| 朝鮮語           | ホ式        | コ式       | 北朝鮮式   | 北朝鮮式    |
| 朝鮮語           | ホ式        | コ式       | 一般用     | 科学用      |
| ---------------- | ----------- | ---------- | ---------- | ----------- |
| 조선（朝鮮）     | Чосɔн       | Чосон      | Чосен      | Чосŏн       |
| 김일성（金日成） | Ким Илсɔнъ  | Ким Ильсон | Ким Ирсен  | Ким Ильсŏнъ |
| 평양（平壌）     | Пхйɔнъянъ   | Пхёнъян    | Пхеньян    | Пхйŏнъянъ   |
| 신라（新羅）     | Силла       | Силла      | Сила       | Сила        |
| 백두산（白頭山） | Пэктусан    | Пэктусан   | Пайктусан  | Пайктусан   |
| 광화문（光化門） | Кванъхвамун | Кванхвамун | Кванхвамун | Кванъхвамун |
| 신의주（新義州） | Синыйчжу    | Синыйджу   | Синызу     | Синыйзу     |
| 경주（慶州）     | Кйɔнъчжу    | Кёнджу     | Кёнзу      | Кйŏнъзу     |

## 実際の運用
北朝鮮1955年式表記法は実際のキリル文字表記に適用され、現在でも「Ким Ирсен（金日成）」、「Ким Ченир（金正日）」、「Пхеньян（平壌）」など、北朝鮮の主要な固有名詞において用いられている。
しかしながら、近年のロシア国内ではコンツェーヴィッチ式表記法を用いて固有名詞を表記することが多くなってきており、とりわけ韓国の固有名詞はその多くがコンツェーヴィッチ式で表記されるようである。